# Loboptera irregularis
Loboptera irregularis är en kackerlacksart som beskrevs av Lucien Chopard 1943. Loboptera irregularis ingår i släktet Loboptera och familjen småkackerlackor.
Artens utbredningsområde är Marocko. Inga underarter finns listade i Catalogue of Life.